# 3DES
3DES أو Triple DES هي خوارزمية تشفير كتل وقد ظهرت على أنها بديل للخوارزمية DES التي كانت رائجة وامنة ولكن وبعد أن أُخترقت كان هناك حاجة لبديل ولعل العيب الأساسي في DES هو ان طول مفتاح التشفير قصير جدا إذ كان طوله 56 بت، واحد الاقتراحات لسد هذه الثغرة هو اطالة المفتاح ولكن الخوارزمية الاصلية قد لا تكون ذات نفع مع مفتاح طويل لذا تضمن الاقتراح أيضا ان تشفر الرسالة ثلاث مرات بواسطة مفاتيح مختلفة، هذا طبعا سد أحد الثغرات ولكن ثغرات أخرى ظلت دونما تغيير وقد اضعفت هذه الثغرات 3DES وبالرغم من هذا فانه ما زال امنا . هذا التشفير طُور عام 1998 وقد حل مكان DES حتى كُشف النقاب عن معيار تشفير آخر وهو AES , وهذا المعيار كان بديلا لهما وأكثر امانا . تطوير هذا التشفير كان لكي يوفروا الوقت بدل أن يبدأوا بتطوير وسائل جديدة قرروا استخدام ما كان موجودا والبناء عليه لذا فهو شائع الاستخدام ليومنا هذا .

## تعريف
هنالك وسيلتي تشفير سُميتا 3DES :
1. فلتكن {\displaystyle k_{1},k_{2},k_{3}} ثلاث مفاتيح تشفير غير متعلقة ببعضها، حينها : {\displaystyle {\mbox{3DES}}_{k_{1},k_{2},k_{3}}(x)=DES_{k_{1}}(DES_{k_{2}}^{-1}(DES_{k_{3}}(x)))}
2. فلنكن {\displaystyle k_{1},k_{2}} مفاتيحي تشفير غير متعلقة ببعضها، حينها : {\displaystyle {\mbox{3DES}}_{k_{1},k_{2}}(x)=DES_{k_{1}}(DES_{k_{2}}^{-1}(DES_{k_{1}}(x)))}

الوسيلتين امنتين ولكن التشفير من النوع الأول هو الأكثر شيوعا .